# لویانیتسه
لویانیتسه (به صربی: Lojanice) یک منطقهٔ مسکونی در صربستان است که در ولادیمیرتسی واقع شده‌است. لویانیتسه ۶۴۱ نفر جمعیت دارد.